# هوبرت کوستکا
هوبرت کوستکا (لهستانی: Hubert Kostka؛ زادهٔ ۲۷ مهٔ ۱۹۴۰) بازیکن و مربی فوتبال اهل لهستان بود.
از باشگاه‌هایی که در آن بازی کرده‌است می‌توان به باشگاه فوتبال گورنیک زابژه اشاره کرد.
وی به‌همراه تیم ملی فوتبال لهستان به مقام قهرمانی بازی‌های المپیک تابستانی ۱۹۷۲ دست پیدا کرده‌است.